# کینزکراس

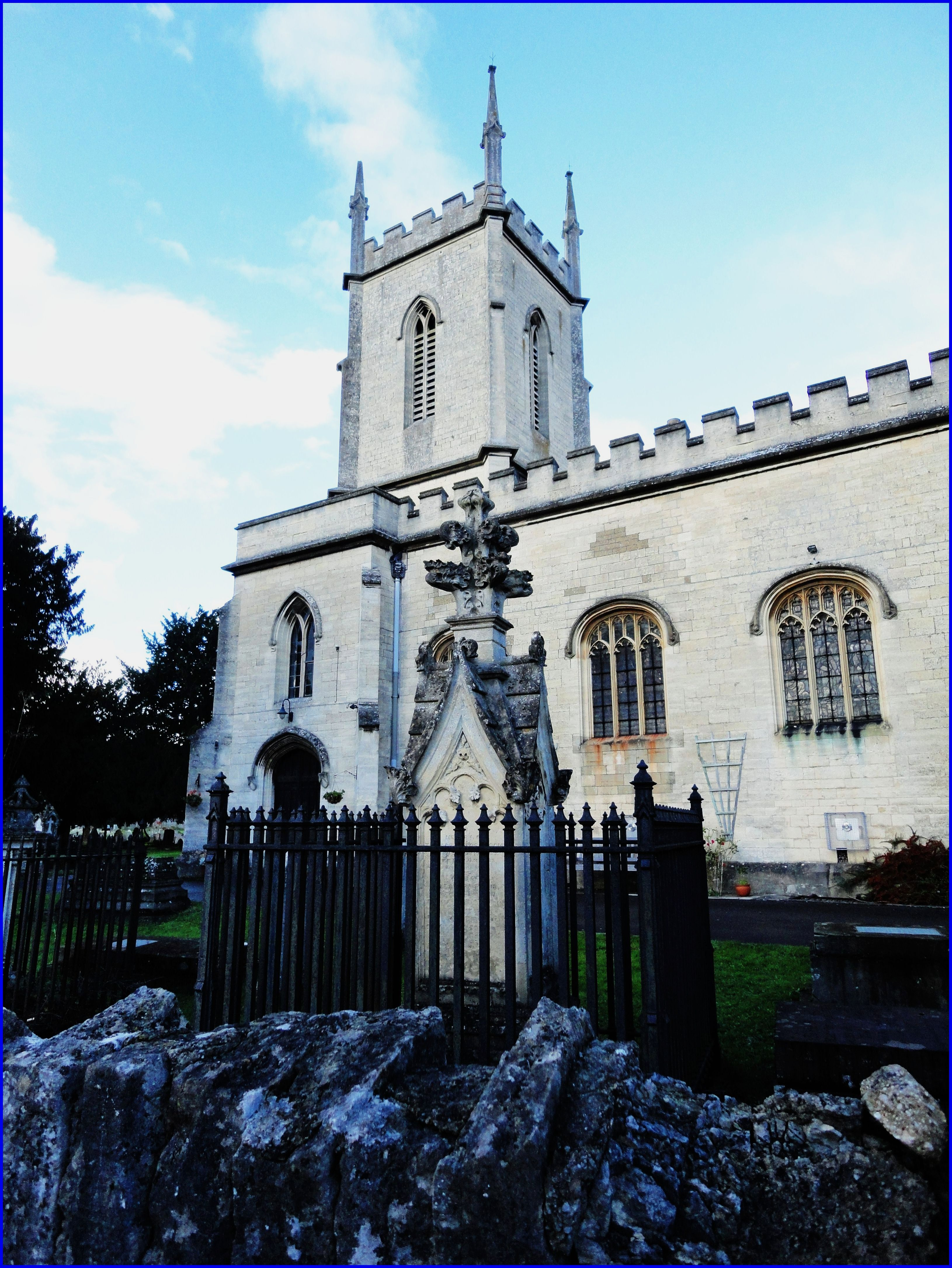
کلیسای کینزکراس

کینزکراس (به انگلیسی: Cainscross) یک روستا و محله مدنی در بریتانیا است که در Stroud District واقع شده‌است. کینزکراس ۶٬۴۷۹ نفر جمعیت دارد.